# Neenchelys retropinna
Neenchelys retropinna är en fiskart som beskrevs av Smith och Böhlke, 1983. Neenchelys retropinna ingår i släktet Neenchelys och familjen Ophichthidae. Inga underarter finns listade i Catalogue of Life.